# Zodel
Zodel (obersorbisch Zadźěl) ist mit rund 600 Einwohnern der größte Ortsteil der Gemeinde Neißeaue. Der Ort im Landkreis Görlitz im Osten Sachsens liegt nördlich der Kreisstadt Görlitz.

## Geographie
Zodel liegt auf einer Hochebene der Lausitzer Neiße, etwa einen Kilometer westlich des Flusses, an der Staatsstraße S 127 (Bad Muskau–Rothenburg/O.L.–Görlitz) im Südosten der Gemeinde.
Umliegende Orte sind auf polnischer Neißeseite vom Nordosten zum Südosten Pieńsk (deutsch Penzig), Lasów (Lissa) und Żarka nad Nysą (Sercha) in der Woiwodschaft Niederschlesien. Auf der deutschen Seite schließen sich der Görlitzer Ortsteil Ober-Neundorf im Süden, Emmerichswalde im Südwesten, Neu Krauscha im Westen und Deschka im Norden an.
Nordwestlich des Dorfes befindet sich der Windpark Zodel.

## Geschichte
Funde aus der Jungsteinzeit und der spätrömischen Zeit belegen eine Besiedlung bereits in ur- und frühgeschichtlicher Zeit. Nach der Völkerwanderung dürfte auch die Gemarkung Zodel für einige Zeit menschenleer gewesen sein.
Eine erste urkundliche Erwähnung nach der Wiederbesiedlung findet Zodel um 1325 im Görlitzer Stadtbuch („von deme Zcodel“). Gegen Ende des Jahrhunderts gehörte Zodel zur Herrschaft Penzig, die sich um das Jahr 1400 auf ihrem Höhepunkt befand.

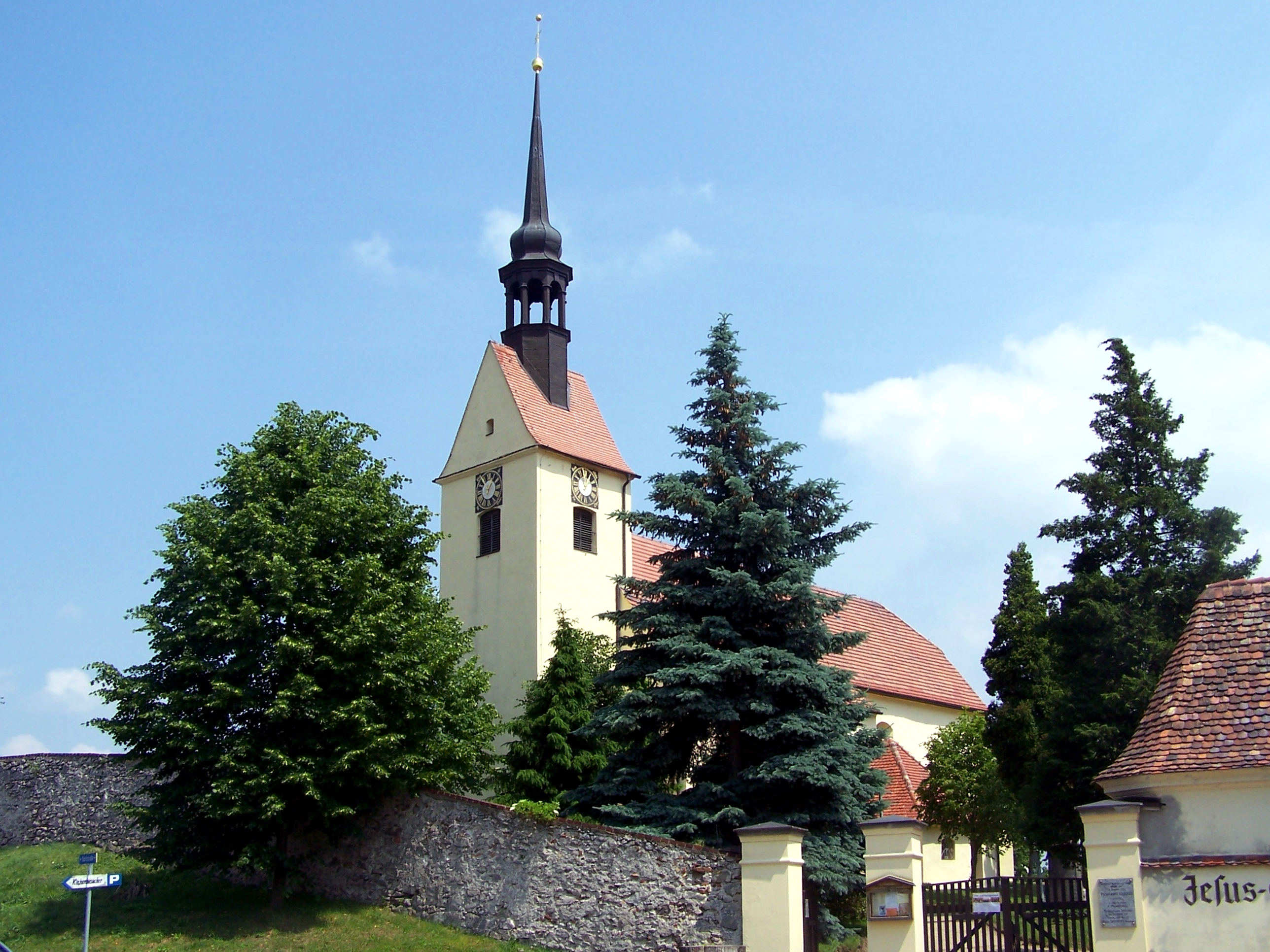
Kirche von Südwesten

Ebenfalls für das 14. Jahrhundert ist die Kirche in Zodel belegt. Anfangs noch als Filialkirche von Niederludwigsdorf betrieben, ist sie seit etwa 1500 eine eigenständige Pfarrkirche.
Ein Gut ist in Zodel für das Jahr 1445 belegt, um 1567 wurde es zum Rittergut erhoben. Zwischen 1460 und 1691 gehörten die benachbarten Dörfer Zodel und Lissa zur gleichen Gutsherrschaft. Neben dem Rittergut in Nieder Zodel gibt es seit 1704 ein zweites Rittergut in Ober Zodel. Das Rittergut Nieder Zodel wurde 1803 durch einen Brand zerstört und erst im Jahr 1860 an anderer Stelle wieder aufgebaut. Dabei entstand auch das heutige Herrenhaus.
Im Verlauf der Befreiungskriege wurde Zodel 1813 mehrfach belagert und geplündert. Infolge der sächsischen Gebietsabtretungen am Wiener Kongress kam Zodel 1815 an Preußen und wurde 1816 dem Landkreis Görlitz (Provinz Schlesien) zugeordnet.
Gegen Ende des Zweiten Weltkriegs wurde Zodel mehrfach angegriffen, so dass über 100 Gebäude beschädigt oder zerstört wurden. Nach Kriegsende nahm der Ort eine größere Anzahl an Flüchtlingen auf. Nach der Verwaltungsreform von 1952 verbleibt Zodel im verkleinerten Kreis Görlitz.
Bereits 1953 kam es zur Gründung einer LPG vom Typ III. Diese berieselte über 1000 Hektar, um die Ertragsleistung auf den sandigen Böden zu steigern.
Die Geschehnisse am 17. Juni 1953 machen auch in Zodel nicht halt. Als Folge dessen wurden sechs Einwohner zu langjährigen Haftstrafen verurteilt, im Durchschnitt elf Jahre.
Am 1. Juli 1995 schlossen sich im Rahmen der sächsischen Gemeindegebietsreform die Gemeinden Groß Krauscha, Kaltwasser und Zodel zur Gemeinde Neißeaue zusammen.

### Bevölkerungsentwicklung
| Jahr | Einwohner |
| ---- | --------- |
| 1825 | 589       |
| 1871 | 704       |
| 1885 | 711       |
| 1905 | 733       |
| 1925 | 839       |
| 1939 | 841       |
| 1946 | 1172      |
| 1950 | 1106      |
| 1964 | 825       |
| 1971 | 831       |
| 1988 | 709       |
| 1990 | 670       |
| 1993 | 645       |
| 1999 | 681       |
| 2002 | 658       |
| 2005 | 636       |
| 2008 | 590       |

Im Jahr 1777 wirtschaften in Zodel 21 besessene Mann, 18 Gärtner und 19 Häusler.
Während Zodel Anfang des 19. Jahrhunderts noch knapp unter 600 Einwohner hat, steigt ihre Zahl bis zum Deutsch-Französischen Krieg auf über 700. Einer etwas langsameren Wachstumsphase schließt sich ab 1905 eine stärkere Phase an, so dass bei Ausbruch des Zweiten Weltkriegs etwa 840 Einwohner zu verzeichnen sind.
Nach dem Krieg werden in Zodel viele Flüchtlinge aufgenommen, so dass die Zahl der Einwohner auf nahezu 1200 ansteigt. Erst Mitte der sechziger Jahre wird wieder Vorkriegsniveau erreicht. Von da an fällt die Einwohnerzahl – mit kurzen Unterbrechungen – nahezu stetig, bis sie 1993 mit 645 den ersten Nachwendetiefstand erreicht.
Bis zur Jahrtausendwende steigt die Einwohnerzahl wieder auf fast 700 an, kann aber nicht gehalten werden und fällt infolgedessen unter 600 im Jahr 2008 und erreicht einen neuerlichen Tiefstand.

### Ortsname
Urkundlich überlieferte Formen des Ortsnamens sind unter anderem Zcodel (um 1325), Czodil (1342), Codel (1411), Czodell (1495), Tczodel (1518) und Zodel (1533).
Die Deutung des Ortsnamens gestaltet sich schwierig, da die örtlich durchaus gegebene Möglichkeit als Ort hinter dem Berge, altsorbisch za děł, aufgrund der konsequenten schriftlichen Überlieferung mit -o- ausscheidet. Ebenso erscheint eine Ableitung vom mittelhochdeutschen zādel ‘Mangel, Gebrechen’ unwahrscheinlich. Ernst Eichler sah eine Ableitung vom altsorbischen sodło ‘Siedlung’ oder sedło ‘Bergsattel; Siedlung’ als möglich an, zumal ein Wandel von -e- vor einem harten Konsonanten zu -o- nicht auszuschließen ist.

## Persönlichkeiten
In Zodel ist der Arzt und Botaniker Traugott Gerber (1710–1743) geboren, nach dem die Gerbera benannt wurde. Zu Ehren des bedeutendsten Sohnes des Ortes wurden eine Stiftung und ein Museum gegründet.
Ein weiterer bedeutender Sohn des Ortes ist der Pastor und Historiker Christian Gottlieb Käuffer (1757–1830).